# Rio Fambaque (Guelarcunique)
O rio Fambaque (em armênio: Փամբակ գետ; romaniz.: P’ambak get) é um rio da Armênia na província de Guelarcunique, pertencente à bacia hidrográfica do lago Sevã. Começa nas encostas orientais das montanhas Sevã, flui numa direção de sota-vento e deságua no lago cerca de 28 quilômetros a nordeste de Vardenis, ao sul da aldeia de Fambaque. A área da bacia é de 21 quilômetros quadrados, a elevação média da bacia é de 2 540 metros e mede 10 quilômetros de comprimento. É um rio raso, mas de fluxo rápido. É notável por sua grande queda. Seca no verão.